# Kleine-Antillen-Trichterohr
Das Kleine-Antillen-Trichterohr (Natalus stramineus) ist eine Fledermaus, die in der Karibik heimisch ist.

## Entdeckungsgeschichte
John Edward Gray beschrieb die Art 1838 anhand von Exemplaren, deren Fundplatz nicht dokumentiert war. Ángel Cabrera Latorre stellte 1958 die Vermutung auf, dass das Typusexemplar aus dem brasilianischen Bundesstaat Minas Gerais stammt, was der amerikanische Zoologe George G. Goodwin anzweifelte. Laut seinen Vergleichen an Fledermausschädeln müsste das Typusexemplar auf Antigua heimisch gewesen sein. Diese Annahme konnten Handley und Gardner 1990 in einer taxonomischen Studie bekräftigen.
Verschiedene Populationen, die bis 2012 als Unterarten des Kleine-Antillen-Trichterohrs gelistet wurden, wie das Mexiko-Trichterohr (Natalus mexicanus) und das Brasilien-Trichterohr (Natalus espiritosantensis, syn. Natalus macrourus), zählen nach molekularbiologischen Studien als Arten. Deshalb ist das Verbreitungsgebiet bedeutend kleiner als in älteren Werken angegeben.

## Merkmale
Da früher ermittelte Körpermaße nicht mehr eindeutig den karibischen Populationen zugeordnet werden können, stehen nur noch eine Unterarmlänge von 37 bis 42 mm, ein Gewicht von 4,5 bis 5,5 g und 14,5 bis 17,5 mm lange Ohren fest. Die Haare des Fells der Oberseite sind an der Wurzel grau oder orangebraun und an den Spitzen mittelbraun. Die Fellfarbe der Unterseite kann zwischen grau, hellbraun mit rosa Schattierungen oder zimtfarben variieren. Auf der Oberlippe bilden dichte Haarbüschel eine Art Schnurrbart. Wie der deutsche Name andeutet, sind die Ohren trichterförmig und oben angespitzt. Das Natalidenorgan der Männchen (Siehe: Trichterohren) hat eine ovale bis keilartige Form. An den Zehen befinden sich keine Haarpinsel.

## Verbreitung
Das Verbreitungsgebiet reicht von Anguilla bis Martinique, obwohl die Art nicht auf allen Inseln dieser Region registriert wurde. Das Kleine-Antillen-Trichterohr hält sich in Gebieten bis 473 Meter Höhe auf. Es lebt in eher trockenen Gebüschflächen und Wäldern sowie in Regenwäldern.

## Lebensweise
Die Individuen ruhen in den dunkelsten Bereichen feuchter Höhlen. Sie können auffällig langsam fliegen, was sie vermutlich zu plötzlichen Richtungsänderungen und zum Sammeln von Beute von Blättern befähigt. Als Nahrung werden Insekten angenommen.
Die Art teilt ihr Versteck gelegentlich mit Nacktrückenfledermäusen. Die Rufe zur Echoortung bestehen aus einem ersten Intervall mit einer Frequenz von etwa 60 kHz und einem zweiten Intervall zwischen 90 und 100 kHz.

## Gefährdung
Besucher in den Höhlen, Bergbau, Stürme und Erdbeben wirken sich negativ auf den Bestand aus. Da die Art auf Antigua, Barbuda, Dominica und Saba häufig auftritt, wird sie von der IUCN als „nicht gefährdet“ (least concern) gelistet.